# Fairey Aviation Company
La Fairey Aviation Company Limited era una empresa de fabricació d'avions de la primera meitat del segle 20, amb seu a Manchester i a Londres.
Conegut pel seu disseny d'aeronaus de grans dimensions, com la família Fairey III, l'Swordfish, i la Firefly entre d'altres, ella va tenir una forta presència en el subministrament d'avions navals, i també va construir bombarders per la Royal Air Force.
Després de la Segona Guerra Mundial, l'empresa es va diversificar en enginyeria mecànica i construcció de vaixells. La secció de fabricació d'aeronaus va ser pres per la Westland Aircraft en el 1960.